# 1. Lig 2024
La 1. Lig 2024 è la 18ª edizione del campionato di football americano di primo livello, organizzato dalla TBSF.

## Squadre partecipanti
| Club             | Città    | Stadio | Sponsor ufficiale | Risultato nella stagione 2023 |
| ---------------- | -------- | ------ | ----------------- | ----------------------------- |
| Boğaziçi Sultans | Istanbul |        |                   |                               |
| Gazi Warriors    | Ankara   |        |                   |                               |
| Istanbul Bisons  | Istanbul |        |                   |                               |
| Istanbul Bulls   | Istanbul |        |                   |                               |
| ITÜ Hornets      | Istanbul |        |                   |                               |
| İzmir Halcyons   | Smirne   |        |                   |                               |
| Koç Rams         | Istanbul |        |                   |                               |
| ODTÜ Falcons     | Ankara   |        |                   |                               |

## Stagione regolare

### Calendario

#### 1ª giornata
| Ankara 9 marzo 2024, ore 13:00 | Gazi Warriors | 16 – 20 | ODTÜ Falcons | ODTÜ Falcons Arena |

| Istanbul 9 marzo 2024, ore 18:00 | ITÜ Hornets | 7 – 22 | İzmir Halcyons | ITÜ Stadyumu |

| Istanbul 10 marzo 2024, ore 14:00 | Boğaziçi Sultans | 6 – 21 | Istanbul Bisons | Anadolu Hisar Kampüsü Spor Tesisler |

| Istanbul 10 marzo 2024, ore 15:00 | Koç Rams | 35 – 20 | Istanbul Bulls | Koç Üniversitesi Stadyumu |

#### 2ª giornata
| Pursaklar 16 marzo 2024, ore 12:30 | Gazi Warriors | 20 – 7 | Istanbul Bulls | Pursaklar Saray Stadı |

| Düzce 17 marzo 2024, ore 14:00 | Istanbul Bisons | 7 – 0 | ODTÜ Falcons | Düzce Üniversitesi Futbol Sahası |

| Istanbul 17 marzo 2024, ore 15:00 | ITÜ Hornets | 11 – 24 | Koç Rams | İTÜ Maslak Futbol sahası |

| Smirne 17 marzo 2024, ore 18:00 | İzmir Halcyons | 16 – 7 | Boğaziçi Sultans | Balçova Spor Kompleksi |

#### 3ª giornata
| Istanbul 6 aprile 2024, ore 14:00 | Boğaziçi Sultans | 9 – 13 | Koç Rams | Anadolu Hisar Kampüsü Spor Tesisler |

| Ankara 6 aprile 2024, ore 18:00 | Gazi Warriors | 9 – 14 | ITÜ Hornets | Çubuk Şehir Stadı |

| Smirne 6 aprile 2024, ore 18:30 | İzmir Halcyons | 0 – 22 | Istanbul Bisons | Balçova Spor Kompleksi |

| Ankara 7 aprile 2024, ore 14:00 | ODTÜ Falcons | 21 – 27 | Istanbul Bulls | ODTÜ Falcons Arena |

#### 4ª giornata
| Düzce 20 aprile 2024, ore 17:00 | Gazi Warriors | 19 – 15 | Koç Rams | Düzce Üniversitesi Futbol Sahası |

| Istanbul 20 aprile 2024, ore 18:30 | Istanbul Bulls | 7 – 13 | İzmir Halcyons | İTÜ Maslak Futbol sahası |

| Istanbul 21 aprile 2024, ore 15:00 | Istanbul Bisons | 13 – 21 | ITÜ Hornets | İTÜ Maslak Futbol sahası |

| Ankara 21 aprile 2024, ore 15:30 | ODTÜ Falcons | 10 – 7 | Boğaziçi Sultans | ODTÜ Falcons Arena |

#### 5ª giornata
| Smirne 27 aprile 2024, ore 17:30 | İzmir Halcyons | 25 – 20 | ODTÜ Falcons | Balçova Spor Kompleksi |

| Istanbul 27 aprile 2024, ore 18:00 | Istanbul Bulls | 16 – 14 | ITÜ Hornets | İTÜ Maslak Futbol sahası |

| Istanbul 28 aprile 2024, ore 14:00 | Boğaziçi Sultans | 21 – 12 | Gazi Warriors | Anadolu Hisar Kampüsü Spor Tesisler |

| Istanbul 28 aprile 2024, ore 15:00 | Istanbul Bisons | 15 – 30 | Koç Rams | İTÜ Maslak Futbol sahası |

#### 6ª giornata
| Istanbul 11 maggio 2024, ore 15:00 | Koç Rams | 35 – 0 | İzmir Halcyons | Koç Üniversitesi Stadyumu |

| Ankara 11 maggio 2024, ore 21:30 | Gazi Warriors | 16 – 13 | Istanbul Bisons | Yeni Mahalle Hasan Doğan Stadyumu |

| Istanbul 12 maggio 2024, ore 14:00 | Boğaziçi Sultans | 18 – 0 | Istanbul Bulls | Anadolu Hisar Kampüsü Spor Tesisler |

| Ankara 12 maggio 2024, ore 17:00 | ODTÜ Falcons | 21 – 14 | ITÜ Hornets | ODTÜ Falcons Arena |

#### 7ª giornata
| Istanbul 18 maggio 2024, ore 13:00 | ITÜ Hornets | 22 – 13 | Boğaziçi Sultans | İTÜ Maslak Futbol sahası |

| Ankara 19 maggio 2024, ore 16:00 | ODTÜ Falcons | 32 – 14 | Koç Rams | ODTÜ Falcons Arena |

| Istanbul 19 maggio 2024, ore 17:00 | Istanbul Bulls | 17 – 3 | Istanbul Bisons | Yenikapı Spor Tesisi |

| Smirne 19 maggio 2024, ore 19:00 | İzmir Halcyons | 43 – 25 | Gazi Warriors | Balçova Spor Kompleksi |

### Classifica
La classifica della regular season è la seguente:
- PCT = percentuale di vittorie, G = partite giocate, V = partite vinte,  P = partite perse, PF = punti fatti, PS = punti subiti

| Pos. | Squadra          | PCT  | G | V | N | P | PF  | PS  |
| ---- | ---------------- | ---- | - | - | - | - | --- | --- |
| 1    | Koç Rams         | .714 | 7 | 5 | 0 | 2 | 166 | 106 |
| 2    | İzmir Halcyons   | .714 | 7 | 5 | 0 | 2 | 119 | 123 |
| 3    | ODTÜ Falcons     | .571 | 7 | 4 | 0 | 3 | 124 | 110 |
| 4    | Gazi Warriors    | .429 | 7 | 3 | 0 | 4 | 117 | 133 |
| 5    | ITÜ Hornets      | .429 | 7 | 3 | 0 | 4 | 103 | 118 |
| 6    | Istanbul Bulls   | .429 | 7 | 3 | 0 | 4 | 94  | 124 |
| 7    | Istanbul Bisons  | .429 | 7 | 3 | 0 | 4 | 94  | 90  |
| 8    | Boğaziçi Sultans | .286 | 7 | 2 | 0 | 5 | 81  | 94  |

## Playoff

### Tabellone
|  | Semifinali | Semifinali     | Semifinali |                |   | XVII Final | XVII Final | XVII Final |  |
|  |            |                |            |                |   |            |            |            |  |
|  | 1          | Koç Rams       | 41         |                |   |            |            |            |  |
|  | 1          | Koç Rams       | 41         |                |   |            |            |            |  |
|  | 4          | Gazi Warriors  | 12         |                |   |            |            |            |  |
|  | 4          | Gazi Warriors  | 12         |                | 1 | Koç Rams   | 10         |            |  |
|  |            |                |            |                | 1 | Koç Rams   | 10         |            |  |
|  |            |                | 2          | İzmir Halcyons | 0 |            |            |            |  |
|  | 2          | İzmir Halcyons | 2          | İzmir Halcyons | 0 | 30         |            |            |  |
|  | 2          | İzmir Halcyons |            |                |   |            |            |            |  |
|  | 3          | ODTÜ Falcons   | 19         |                |   |            |            |            |  |

### Semifinali
| Istanbul 26 maggio 2024, ore 17:30 | Koç Rams | 41 – 12 | Gazi Warriors | Koç Üniversitesi Stadyumu |

| Smirne 26 maggio 2024, ore 18:30 | İzmir Halcyons | 30 – 19 | ODTÜ Falcons | Balçova Spor Kompleksi |

### XVII Final
| Ankara 8 giugno 2024, ore 19:30 | Koç Rams | 10 – 0 | İzmir Halcyons | Yenimahalle Hasan Doğan Stadı |

## Verdetti
- Koç Rams Campioni della Turchia 2024